# Alfred Mjøen
Jon Alfred Mjøen, född 12 juli 1860 i Oppdal, död 30 juni 1939 i Vestre Aker, var en norsk rasbiolog.
År 1894 blev han fil.dr. i Leipzig. Mellan 1901 och 1910 var han överkontrollör för norska apoteksväsendet. År 1905 grundade han Vinderens biologiske laboratorium. Mjøen framställde de första användbara kokainprepataten. Därefter ägnade han sig framför allt åt rasbiologin.